# 2010 KK37
2010 KK37 (également écrit 2010 KK37) est un astéroïde découvert par le Mount Lemmon Survey à l'observatoire du mont Lemmon, le 23 mai 2010. C'est un astéroïde géocroiseur de type Apollo et aréocroiseur d'environ 20 à 40 mètres de diamètre.
Deux jours avant sa découverte, le 21 mai 2010, il est passé à 2 fois la distance lunaire.
Le 19 mai 2012, cet astéroïde est passé entre 0,2 et 0,5 fois la distance lunaire.